# Джеймс, Леке
Леке Самсон Джеймс (англ. Leke Samson James; 1 ноября 1992, Кадуна, Нигерия) — нигерийский футболист, нападающий клуба «Сивасспор».

## Клубная карьера
Джеймс начал профессиональную карьеру на родине в клубе «Юлиус Бергер». В 2012 году Леке перешёл в норвежский «Олесунн». 29 июля в матче против «Стабека» он дебютировал в Типпелиге. 21 октября в поединке против «Волеренги» Джеймс забил свой первый гол за «Олесунн». Следующие три сезона он забивал не менее десяти мячей, становясь лучшим бомбардиром команды.
В начале 2016 года Джеймс перешёл в китайский «Бэйцзин Энтерпрайзес». 12 марта в матче против «Ухань Чжоэр» он дебютировал в Первой лиге Китая. 17 апреля в поединке против «Гуйчжоу Чжичэн» Леке забил свой первый гол за «Бэйцзин Энтерпрайзес».
Летом 2018 года Джеймс вернулся в Норвегию, подписав контракт с «Мольде». 26 июля в квалификационном матче Лиги Европы против албанского «Лачи» он дебютировал за новую команду. В этом же поединке Леке забил свой первый гол за «Мольде».